# Catacamas
Catacamas ist eine Stadt in Honduras. Sie liegt 210 Kilometer östlich von Tegucigalpa im Departamento Olancho im sogenannten Valle de Olancho. Die Stadt liegt 450 Meter über dem Meeresspiegel und hatte 44.198 Einwohner im Jahr 2010.
Nordöstlich von Catacamas liegt Dulce Nombre de Culmí, westlich liegt Juticalpa (etwa 30 min Autofahrt). Im Norden befindet sich, abgetrennt durch eine Gebirgskette San Esteban. Etwa 5 km östlich der Stadt verläuft der Río Talgua, der zu den Höhlen von Talgua führt. Von der Stadt umgeben fließt der Río Catacamas im westlichen Teil der Stadt, der gleichzeitig als Hauptquelle für die Wasserversorgung dient.
Die Kriminalitäts- und Mordrate in Catacamas ist hoch.